# Cratere Sumner
Sumner è un cratere lunare di 52,87 km situato nella parte nord-occidentale della faccia nascosta della Luna.